# شب سال نو (فیلم ۱۹۲۴)
«شب سال نو» (آلمانی: Sylvester: Tragödie einer Nacht) یک فیلم به کارگردانی لوپو پیک است که در سال ۱۹۲۴ منتشر شد.